# RE 23–26
Die Tenderlokomotiven RE 23–26 gehörten zu einer Typenreihe mit der Achsfolge 1’D, die von Orenstein & Koppel (O&K) für die Ruppiner Eisenbahn Aktien-Gesellschaft (RE) gebaut wurden. Zwischen 1929 und 1936 wurden vier Lokomotiven in Dienst gestellt.
Die Lokomotiven stimmten in vielen Teilen mit der RE 27–32 überein. Da sie über den Zeitraum von 1929 und 1936 gefertigt wurden, existierten zwei Varianten mit unterschiedlichem Gewicht. Die RE 23–26 kamen nach dem Zweiten Weltkrieg zur Deutschen Reichsbahn und wurden als 98 6376–6378 sowie 98 6476 eingereiht. Sie waren bis 1966 im Einsatz und wurden dann ausgemustert sowie verschrottet.

## Geschichte und Einsatz
Nachdem die RE 27–32 im Betriebsdienst gute Ergebnisse gebracht hatten, beschaffte die Ruppiner Eisenbahn ab 1929 vier Lokomotiven, welche vorrangig im Güterzugdienst eingesetzt werden sollten. Sie entsprachen von der Kesselbauart im Wesentlichen den Personenzuglokomotiven, hatten aber geringeren Kuppelraddurchmesser und eine Antriebsachse mehr. Mit dem Bau wurde wiederum Orenstein & Koppel beauftragt.
Die ersten beiden Lokomotiven erhielten 1929 die Bezeichnung RE 25 und RE 26. 1934 wurde eine dritte Lokomotive ausgeliefert und 1936 ein viertes Exemplar, die die Betriebsnummern RE 24 und RE 23 bekamen. Die niedrigeren Nummern wurden vergeben, da der Nummernkreis RE 27–32 bereits vergeben war. Die letztgebaute Lokomotive, die RE 23, unterschied sich von allen anderen durch größere Wasservorräte, die sich im Gewicht der Lok bemerkbar machten.
Durch die gleichen Kessel wie die RE 27–32 ergaben sich gute Unterhaltungsmöglichkeiten. Eingesetzt wurden die Lokomotiven bevorzugt im Güterzugdienst. Im Reisezugdienst ergaben sich beim Einsatz der Loks im Vorortverkehr von Berlin trotz der geringeren Geschwindigkeit keine Nachteile.
Nach dem Zweiten Weltkrieg wurden sie 1949 von der Deutschen Reichsbahn übernommen, als Lokalbahnlokomotiven eingestuft und in die Reihe 98 und mit der Gattung L 45.13 bzw. L 45.14 eingestuft. Die Ordnungsnummern erhielt sie nach der Reihenfolge ihrer Auslieferung, so wurde die RE 25 die 98 6376, die RE 26 die 98 6377 und die RE 24 die 98 6378. Die letzte gelieferte Lokomotive, die durch die größeren Vorräte eine höhere Achslast besaß, erhielt die Nummer 98 6476.
1950 und 1953 waren alle Lokomotiven in Neuruppin beheimatet. 1957 wurde die 98 6378 nach Wittenberge umstationiert. 1963 kam die 98 6377 nach Schwerin.
Die in Neuruppin verbliebene 98 6476 wurde 1957 abgestellt. Die anderen Lokomotiven wurden sie zwischen 1964 und 1966 ausgemustert, die Verschrottung erfolgte 1966.

## Technische Merkmale
Für die Lokomotiven wurde ein neuer Blechrahmen entwickelt, um das Laufwerk mit den vier Kuppelachsen unterzubringen. Die Bauteile der Dampfmaschine wurden dem  Laufwerk angepasst, die Zylinder der Loks waren dieselben wie bei den RE 27–32. Die Wasserkästen und der Kohlekasten wurden bei den ersten drei Loks etwas verkleinert. Alle anderen Baugruppen und Ausrüstungsteile wurden von der RE 27–32 übernommen. Bei der zuletzt gebauten Maschine wurde der Wasserkasteninhalt auf denselben Inhalt wie bei der RE 27–32 vergrößert. Durch die Baugleichheit der Kessel wurden diese in der Instandhaltung zwischen beiden Baureihen getauscht.